# Dinotrema semengoense
Dinotrema semengoense är en stekelart som beskrevs av Fischer 2007. Dinotrema semengoense ingår i släktet Dinotrema och familjen bracksteklar. Inga underarter finns listade i Catalogue of Life.